# Metadon
A metadon szintetikus opioid, fájdalomcsillapító. Hatásspektruma lényegében a morfinhoz hasonló. Ekvivalens adagokban annál erősebb és hosszabb hatású. Függőséget okoz, az elvonási tünetek egy, esetenként két nap elteltével jelentkeznek, és az opioid szerek között a  legtovább tartó elvonási, megvonási tünetekkel jár, de kevésbé intenzív mint a többi opioid. Kereszt-tolerancia révén eredményesen csökkenti a heroin megvonásakor keletkező súlyos tüneteket, ezért alkalmazzák elvonókúrák során (Dole-Nyswander módszer).
Difenilheptán-származék. 1937-ben állította elő először Max Bockmühl(en) és Gustav Ehrhart(en) német kutató.

## Hatása
Az agyban szelektíven kötődik a μ-opioid receptorokhoz(en). A szervezet saját fájdalomcsillapítási rendszerét stimulálja, a fájdalomérzékelést és a fájdalomérzet vezetését szabályozza. Fő terápiás hatása a fájdalomcsillapítás, de nyugtató hatású is. Egyéb opiátok elvonási tüneteit tartósan gátolja. Gyógyszerfüggőség, illetve elvonási tünetek lassabban alakulnak ki, és ezek az opiátokhoz képest kevésbé súlyosak. Csökkenti a kortikális lebeny érzékenységét, gátolja az ide futó talamo-kortikális pályák ingerületvezetését, a poliszinaptikus jelátvitelt, csökkenti a perifériás fájdalomérző receptorok ingerlékenységét. Az agytörzsre is gátló hatást gyakorol (szedativ), a nyúltvelői vegetatív központok, különösen a légző- és köhögési központ ingerlékenységét csökkenti. További centrális hatások: pupillák szűkülete, hányinger, antidiuretikus hatás. Perifériás hatása a fokozott simaizomtónus, ezáltal gátolt a gyomor, az epe és a húgyhólyag ürülése, a bélpasszázs ideje nő.

## Elvonási terápia
A pácienseket először metadonra állítják át, majd fokozatosan csökkentik az alkalmankénti mennyiséget, végül pedig teljesen megszüntetik a szer adagolását.
Másik alkalmazási mód a hosszú távú fenntartó metadonkezelés. Ilyenkor nem csökkenő, hanem állandó, beállított adagot kap a függőségben szenvedő beteg. Ez éveken, évtizedeken keresztül is tarthat. Bár a függőséget ez nem szünteti meg, mégis sok előnye van az ilyen alkalmazásnak:
- az ily módon átszoktatott páciens enyhébb egészségügyi problémákkal szembesül
- ebből adódóan kisebbek a betegellátás költségei
- mindig ismert összetételű anyaghoz jut a beteg, így nem áll fenn a véletlen túladagolás veszélye
- a szert elérhető áron (és nem mellékesen: legálisan) tudja beszerezni, így nem lehetetlenül el anyagilag, és nem kényszerül bűncselekményekkel előteremteni a drog árát
- csökkenti a kábítószerrel kapcsolatos bűncselekményeket és a heroinfüggők számát, ugyanis aki metadont kap, a legritkább esetben használ mellé heroint, ellentétben más helyettesítő-anyagokkal (pl. kodein)
- a kieső bevétel miatt kevesebb hasznot húznak a kábítószerkereskedők
- a metadon használója nem kényszerül rá, hogy alvilági körökből szerezze be a metadont – a szubsztitúciós kezelésen részt vevők közt elenyésző a kriminalizáció (ami korábban szinte magától értetődő eleme volt az ópiátfüggésnek)